# Azra
Azra – jeden z najbardziej znanych jugosłowiańskich zespołów rockowo-nowofalowych.

## Historia
Zespół został założony w 1977 roku w Zagrzebiu przez późniejszego lidera grupy Branimira Štulicia. Do pierwszego składu, oprócz Štulicia (wokal, gitara), należeli Mišo Hrnjak (gitara basowa) i Boris Leiner (perkusja). W 1988 roku, po nagraniu albumu Zadovoljština, zespół się rozpadł. W 2003 roku ukazał się film dokumentalny Sretno dijete (Szczęśliwe dziecko), przedstawiający historię jugosłowiańskiej sceny muzycznej lat 80. XX wieku. W filmie wykorzystano ścieżki muzyczne różnych zespołów oraz opowiedziano dzieje m.in. zespołów: Azra, Električni orgazam, Film, Haustor, Idoli, Pankrti i Prljavo kazalište.

## Azra i Polska
- piosenka Poljska u mome srcu (Polska w moim sercu) – tekst o solidarności z Polską w 1980 roku na płycie Sunčana strana ulice (Jugoton 1981),
- piosenka Proljeće je 13. u decembru (Wiosna \jest\ 13 grudnia) – o wprowadzeniu stanu wojennego 13 grudnia 1981 roku – na płycie Filigranski pločnici (Jugoton 1982)
- Maciej Maleńczuk nagrał piosenkę Azry – Balkan z polskim tekstem pod tytułem „Sługi za szlugi”

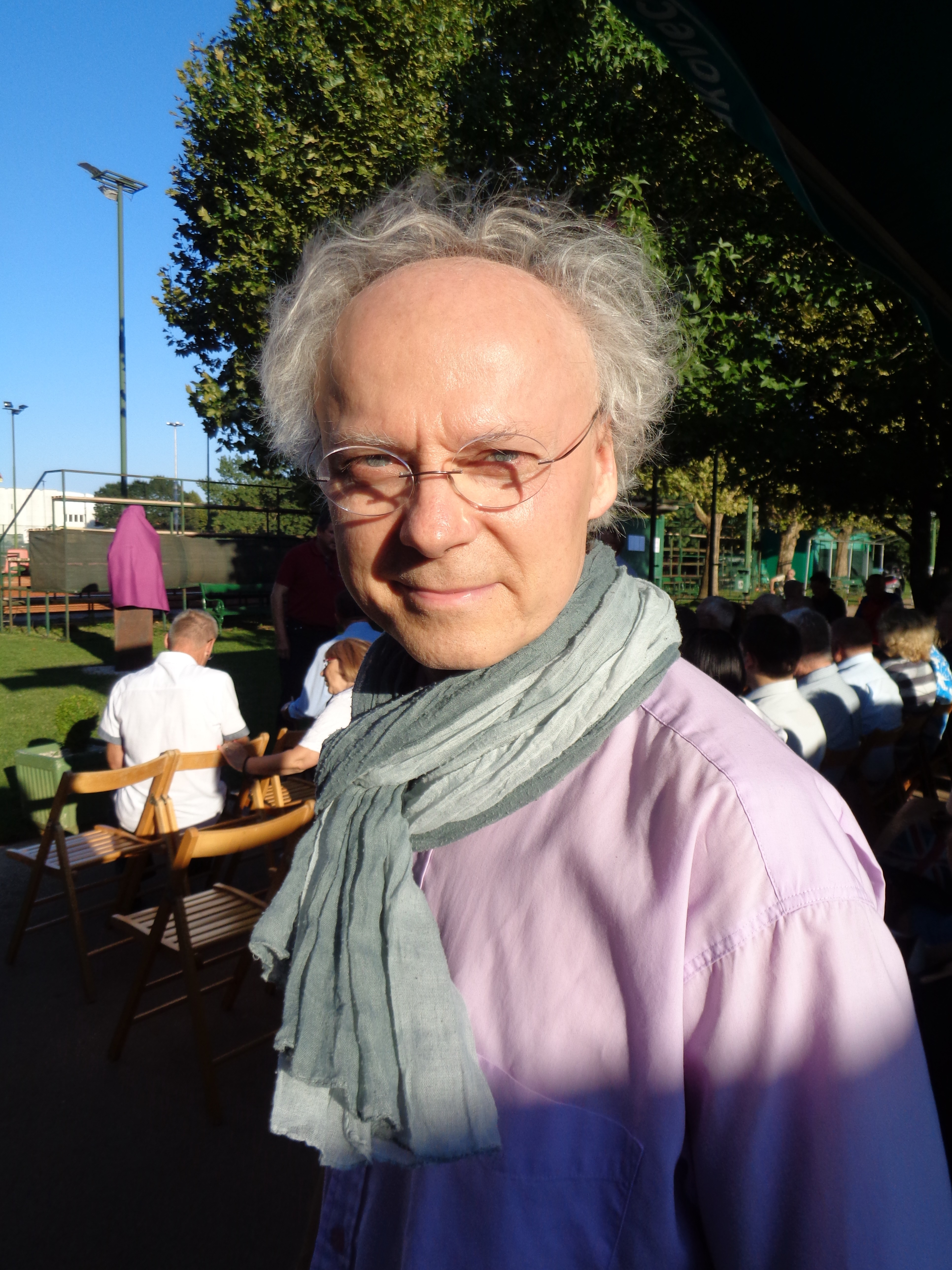
Boris Leiner, były perkusista w 2016 roku

## Dyskografia

### Albumy
- Azra (Jugoton, 1980)
- Sunčana strana ulice (Jugoton, 1981)
- Ravno do dna (Jugoton, 1982)
- Filigranski pločnici (Jugoton, 1982)
- Kad fazani lete (Jugoton, 1983)
- Krivo srastanje (Jugoton, 1984)
- It Ain't Like in the Movies At All (Diskoton, 1986)
- Između krajnosti (Jugoton, 1987)
- Zadovoljština (Jugoton, 1988)

- Blasé (Hi-Fi Centar, 1997)

- Uživo: Banjaluka Mostar 1990 (2 CD, koncertowa) (Not On Lebel, 2010)

### Kompilacje
- Single Ploče 1979-1982 (Jugoton, 1982)
- Nikom nije lepše 1 (Hi-Fi Centar 1998)
- Nikom nije lepše 2 (Hi-Fi Centar 1998)
- Kao i jučer – Single Ploče 1983-1986 (Jugoton, 1987; powtórnie wydana przez Croatia Records, 2003)
- The Ultimate Collection (Croatia Records, 2007)

### Single
- Balkan / A šta da radim (Jugoton, 1979)
- Lijepe žene prolaze kroz grad, Poziv na ples / Suzy F (Jugoton, 1980)
- Đoni, budi dobar / Teško vrijeme (Jugoton, 1982)
- E, pa što / Sloboda / Gluperde lutaju daleko (Jugoton, 1982)
- Nemir i strast / Doviđenja na Vlaškom drumu (Jugoton, 1983)
- Klinček stoji pod oblokom / Flash (Jugoton, 1983)
- Mon ami / Duboko u tebi (Jugoton, 1984)

## Teledyski
- Lijepe žene prolaze kroz grad (1980)
- Zadovoljština (Zagrzeb, koncert na żywo, 1988)
- Klincek stoji pod oblokom (kompilacja, 1990)
- Das Ist Johnny (Sarajewo, film na żywo, 1991)